# So Seductive
So Seductive – singel amerykańskiego rapera Tony’ego Yayo. Utwór pochodzi z jego debiutanckiemu albumu Thoughts of a Predicate Felon.
Gościnnie występuje raper 50 Cent. Singiel uplasował się na 48. miejscu notowania Billboard Hot 100.

## Notowania
| Notowanie (2005)                     | Najwyższa pozycja |
| ------------------------------------ | ----------------- |
| UK Singles Chart                     | 28                |
| U.S. Billboard Hot 100               | 48                |
| U.S. Billboard Hot R&B/Hip-Hop Songs | 7                 |
| U.S. Billboard Hot Rap Tracks        | 12                |
| U.S. Billboard Pop 100               | 62                |